# Charles-Félicien Tissot
Charles-Félicien Tissot (1804-1873) was een Zwitsers horlogemaker. Samen met zijn zoon Charles-Émile Tissot richtte hij in 1853 in Le Locle het horlogemerk Tissot op.